# Α-Methyltryptamin
α-Methyltryptamin, auch bekannt als α-MT, AMT oder IT-290, ist eine synthetisch hergestellte psychoaktive Droge der Tryptamin-Familie. In den 1960ern wurde sie in der Sowjetunion unter dem Namen Indopan erstmals als Antidepressivum vermarktet. 5-mg- und 10-mg-Pillen waren erhältlich.
Wie bei vielen anderen Tryptaminen lassen sich in erhöhten Dosen psychedelische Effekte erzielen. Die Wirkung setzt nach circa zwei bis drei Stunden ein und kann 18 bis zu 24 Stunden anhalten. Weiterhin ist Alpha-Methyltryptamin ein Monoaminooxidase-Hemmer (MAOI) und ein Stimulans.

## Chemie
AMT ist strukturell nah mit dem Neurotransmitter Serotonin verwandt und vermittelt seine Wirkung an den 5-HT2-Rezeptoren, sowie am 5-HT1B-Rezeptor. Außerdem hemmt AMT als MAOI die Wiederaufnahme von Serotonin und dessen Abbauprozess.

## Dosierung
Bei oraler Einnahme von 5 bis 20 mg zeigt sich die stimulierende Wirkung. Ab 20 bis 30 mg werden halluzinogene Wirkungen bemerkt, die bis zu 24 Stunden anhalten können. Berichten zufolge wurden schon bis zu 150 mg eingenommen, obwohl schon 60 bis 80 mg als starke Dosis gilt. Die freie Base („freebase“) kann bei einer Dosierung von 5 bis 20 mg auch geraucht werden.

## Wirkung
AMT ist ein lang-anhaltendes, euphorisierendes Psychedelikum. Übelkeit und Erbrechen werden von vielen Konsumenten verspürt. Erowid listet folgende Symptome auf:

### Positive Wirkungen
- Steigerung der Leistungsfähigkeit
- Stimmungsaufhellung
- Muster und Halluzinationen bei geschlossenen Augen
- Verstärktes Bemerken und Anerkennung von Musik
- Verbundenheitsgefühl mit anderen Menschen
- Farbintensivierung

### Neutrale Wirkungen
- Generelle Bewusstseinsveränderung
- Verschwommenes Sehen
- Ruhelosigkeit
- Gähnen
- Mydriasis (Erweiterung der Pupillen)

### Negativ
- Angstzustände, Gespanntheit
- Übelkeit und Erbrechen
- Orientierungslosigkeit oder Schwierigkeiten bei der Orientierung
- Muskelschmerzen
- Kopfschmerzen
- unwillkürliches Kieferzusammenpressen (Bruxismus)

## Todesfälle
Allein zwischen April und August 2012 wurden aus vier EU-Staaten, darunter Deutschland, 24 Todesfälle gemeldet, bei denen die synthetische Substanz 5-IT (ein Isomer des AMT) mit aufputschender und halluzinogener Wirkung eine Rolle spielte.

## Rechtsstatus

### Deutschland
AMT ist in der Bundesrepublik Deutschland aufgrund seiner Aufführung in der Anlage 1 BtMG ein nicht verkehrsfähiges Betäubungsmittel. Der Umgang ohne Erlaubnis ist grundsätzlich strafbar. Weitere Informationen sind im Hauptartikel Betäubungsmittelrecht in Deutschland zu finden.

### USA
In den USA ist AMT eine Schedule-I-Droge und fällt unter den Controlled Substance Act.